# فابيو أليكساندر كروز مارتينز
فابيو أليكساندر كروز مارتينز (10 فبراير 1996 بلشبونة في البرتغال - ) هو لاعب كرة قدم برتغالي في مركز الوسط. لعب مع نادي تشيرنو مور فارنا.

## وصلات خارجية
- فابيو أليكساندر كروز مارتينز على موقع قاعدة بيانات كرة القدم.إي يو (الإنجليزية)
- فابيو أليكساندر كروز مارتينز على موقع Soccerway.com (الإنجليزية)